# Tweede Kamerverkiezingen in het kiesdistrict Almelo (1848-1850)
Tweede Kamerverkiezingen in het kiesdistrict Almelo (1848-1850) geeft een overzicht van verkiezingen voor de Nederlandse Tweede Kamer in het kiesdistrict Almelo in de periode 1848-1850.
Het kiesdistrict Almelo werd ingesteld na de grondwetsherziening van 1848. Tot het kiesdistrict behoorden de volgende gemeenten: Ambt Almelo, Ambt Hardenberg, Ambt Ommen, Borne, Den Ham, Denekamp, Gramsbergen, Ootmarsum, Rijssen, Stad Almelo, 
Stad Hardenberg, Stad Ommen, Tubbergen, Vriezenveen en 
Wierden.
Het kiesdistrict Almelo vaardigde in deze periode per zittingsperiode één lid af naar de Tweede Kamer. 
Legenda
- cursief: in de eerste verkiezingsronde geëindigd op de eerste of tweede plaats, en geplaatst voor de tweede ronde;
- vet: gekozen als lid van de Tweede Kamer.

## 30 november 1848
De verkiezingen werden gehouden na ontbinding van de Tweede Kamer, na inwerkingtreding van de herziene grondwet.
|                  | 30 november |
| ---------------- | ----------- |
| Kiesgerechtigden | 547         |
| Opkomst          | 516         |
| Geldige stemmen  | 515         |
| Blanco stemmen   | 0           |
| Kandidaten       |             |
| H. Jacobson      | 337         |
| J.R. Thorbecke   | 172         |

## 21 december 1848
H. Jacobson, gekozen bij de verkiezingen van 30 november, nam zijn benoeming niet aan. Om in de ontstane vacature te voorzien werd een naverkiezing gehouden. 
|                     | 21 december | 2 januari |
| ------------------- | ----------- | --------- |
| Kiesgerechtigden    | 547         | 547       |
| Opkomst             | 476         | 480       |
| Geldige stemmen     | 475         | 480       |
| Blanco stemmen      | 1           | 1         |
| Kandidaten          |             |           |
| D. Donker Curtius   | 153         | 267       |
| J. van Riemsdijk    | 199         | 213       |
| B.P.G. van Diggelen | 108         |           |

## Voortzetting
In 1850 werd het kiesdistrict Almelo omgezet in een meervoudig kiesdistrict, waaraan een gedeelte van het opgeheven kiesdistrict Enschede (de gemeenten Ambt Delden, Enschede, Goor, Haaksbergen, Hengelo, Lonneker, Losser, Oldenzaal, Stad Delden en Weerselo) toegevoegd werd.